# Dänikon
Dänikon ist eine politische Gemeinde im Bezirk Dielsdorf des Kantons Zürich in der Schweiz.
Sie ist nicht zu verwechseln mit der solothurnischen Gemeinde Däniken und dem thurgauischen Tänikon. Der Dialektname ist Tèènike.

## Wappen
Blasonierung:
In Silber eine aufrechte schwarze Pflugschar

## Geographie
Dänikon liegt im Furttal, südlich der Lägern, nordwestlich der Stadt Zürich und westlich des Flughafens Zürich-Kloten. Westlich liegt die Gemeinde Hüttikon, nördlich Otelfingen, nordöstlich Buchs ZH, östlich Dällikon. Im Süden bildet die Altbergkette die Grenze zur Gemeinde Oetwil an der Limmat.

## Bevölkerung
| Jahr | Einwohner |
| ---- | --------- |
| 1634 | 88        |
| 1799 | 173       |
| 1850 | 238       |
| 1900 | 192       |
| 1950 | 175       |
| 1975 | 787       |
| 2000 | 1731      |
| 2005 | 1770      |
| 2010 | 1903      |
| 2015 | 1888      |
| 2020 | 1847      |
| 2022 | 1862      |

## Politik
Seit Juli 2018 ist José Torche Gemeindepräsident (parteilos, Stand Dezember 2023).
Bei der Nationalratswahl 2019 erreichten die Parteien folgende Wähleranteile: SVP 41,17 %, glp 17,23 %, FDP 12,44 %, SP 9,03 %, Grüne 7,69 %, CVP 4,66 %, EVP 2,15 %, EDU 1,56 %, BDP 1,48 %, Piraten 1,08 % und andere (7) 1,49 %.
Die Wähleranteile bei der Nationalratswahl 2023: SVP 45,12 % (+3,95 %), glp 13,3 % (−3,93 %), SP 12,65 % (+3,62 %), Die Mitte 10,69 % (+4,54 %), FDP 7,32 % (−5,12 %), Grüne 5,06 % (−2,62 %), EVP 2,11 % (−0,05 %), Mass-Voll! 1,85 %, andere (12) 1,91 %.

## Wirtschaft

### Arbeit und Unternehmen
Die Landwirtschaft bildet heute nicht mehr die Erwerbsgrundlage wie noch vor 100 Jahren. Heute sind Gemüsebaubetriebe in der Gemeinde tätig. Im Weiteren sind etliche Gewerbebetriebe zu verzeichnen.

### Verkehr
Das Furttal ist gut erschlossen mit der S-Bahn-Linie S6 (Station Otelfingen Golfpark) nach Baden und Zürich, Feinverteilung durch die Verkehrsbetriebe Glattal (Transportbeauftragter: VBRF E. Meier) sowie Autobahnanschlüsse in Regensdorf (A1/A4 Nordumfahrung Zürich) und in Wettingen (A1 Zürich–Bern).

## Geschichte

Historisches Luftbild von Werner Friedli, 1950

Die älteste erhaltene Nennung des Ortsnamens datiert auf 1130 als Täninchoven, 1262 wird es Tenikon geschrieben.
Im Jahre 1821 erbaute die Zivilgemeinde ein neues Schul- und Gemeindehaus und brachte daran ein vorher noch nicht geführtes Wappen an: eine schwarze Pflugschar auf weissem Grund, was das Selbstbewusstsein der Ackerbauern der Gemeinde unterstreicht. In jener Zeit lebten die Däniker denn auch hauptsächlich von der Landwirtschaft, ein kleinerer Teil fand sein Auskommen in gewerblichen Betrieben für den lokalen und regionalen Bedarf.
Vor 1843 bildete Dänikon als Zivilgemeinde mit dem Nachbardorf Dällikon eine politische Gemeinde. Seit der Trennung ist sie eine eigene politische Gemeinde. Die gemeinsame Schule wurde erst 1867 aufgeteilt. Die reformierte Kirchgemeinde Dällikon-Dänikon hat sich hingegen bis in die Gegenwart halten können.